# Emam Saheb
Emam Saheb é uma cidade do Afeganistão localizada na província de Konduz.